# نویسنده

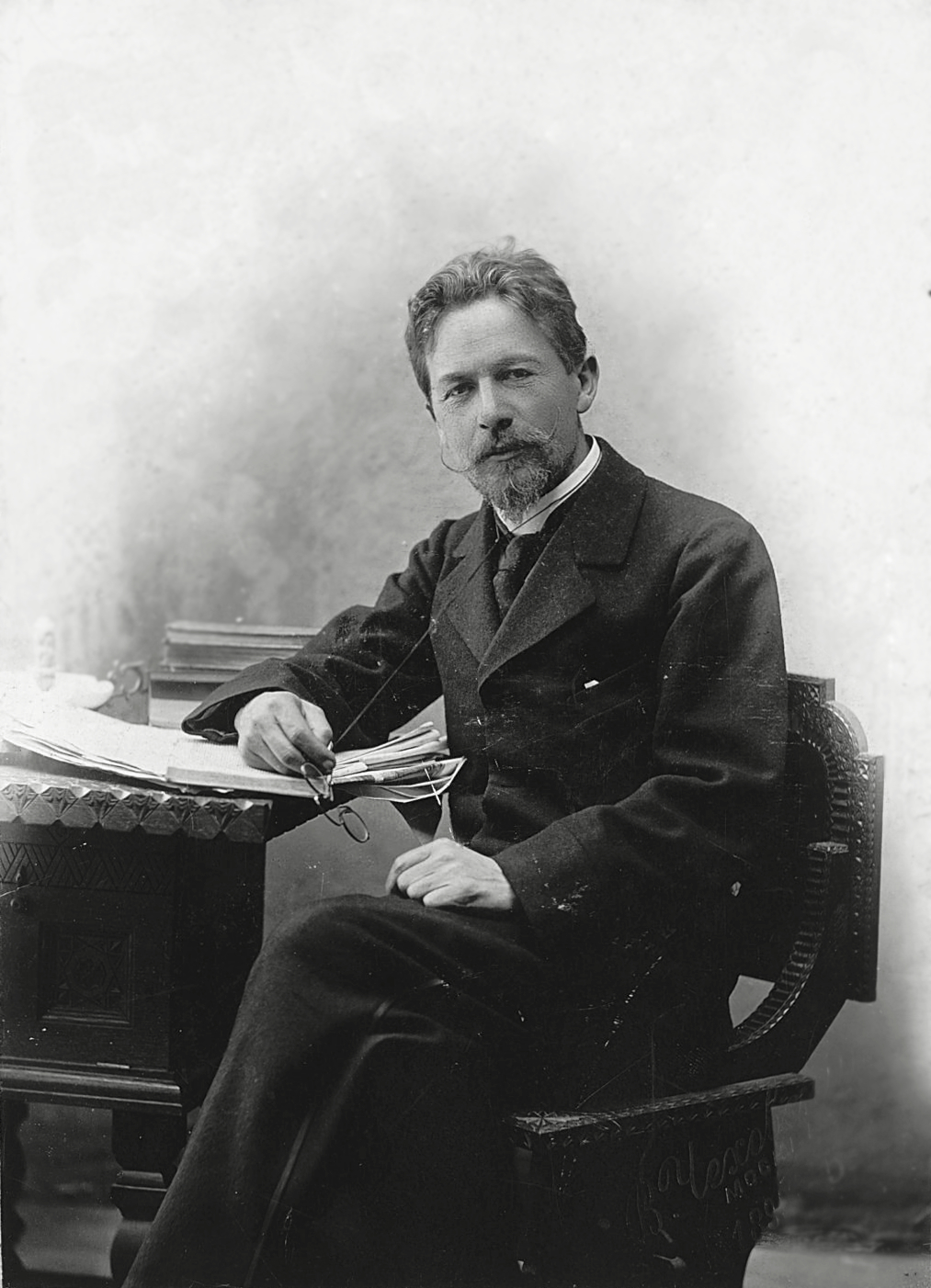
آنتون چخوف

نویسنده، در شکل عامیانه، در اشاره به پدیدآورندهٔ یک متن (تقریباً هر متنی) گفته می‌شود. اما از نظر تخصصی نویسنده به کسی گفته می‌شود که به‌طور حرفه‌ای نوشتن را در زندگی خود دنبال می‌کند.
در حال حاضر، واژهٔ نویسنده شکل کامل‌تری یافته، و نه‌تنها برای اشاره به داستان‌نویسان، بلکه برای اشاره به افرادی که در زمینه‌های دیگر می‌نویسند نیز به‌کار می‌رود؛ مانند نویسندهٔ نمایش‌نامه، یا نویسندهٔ متن فیلم (که به آن‌ها به‌ترتیب نمایش‌نامه‌نویس و فیلم‌نامه‌نویس می‌گویند) همچنین، هر کسی که به‌طور حرفه‌ای این کار را انجام می‌دهد نیز نویسنده است؛ برای مثال، شخصی که بابت یک دستمزد مشخص متنی را می‌نگارد عرفاً نویسنده است. اما شخصی که صرفاً گه‌گاه به نوشتن متون شخصی می‌پردازد نویسنده محسوب نمی‌شود.

## تعریف
پرویز ناتل خانلری: «اگر نویسندگی را در کل به معنی عمل کسی که می‌نویسد بگیریم، هر کس را که بنویسد، اگر چه نوشتهٔ او سیاههٔ خرج خانه یا دفتر حساب دکانش باشد، نویسنده باید خواند. در این حال نویسندگی کار دشواری نیست. الفبا را باید شناخت و مختصر خطی باید داشت که خواندنی باشد. اما در اصطلاح، این‌گونه کسان نویسنده خوانده نمی‌شوند، نویسنده کسی را گویند که کارش این است، یعنی معانی و مطالبی در ذهن دارد که از آن سود یا لذتی عام برای خوانندگان حاصل می‌شود و آن معانی را به طریقی می‌نویسد که همه به خواندن نوشتهٔ او رغبت می‌کنند و از آن لذت یا سود می‌برند. معنی نویسنده در عرف، باز هم از این خاص‌تر است، کسی که کتابی دربارهٔ نجوم بنویسد، اگر چه اصول این علم را درست بیان کرده و نکته‌های تازه‌ای در آن به میان آورده، نویسنده نیست، منجم است. مؤلف کتاب‌های تاریخ و جغرافیا و فیزیک و شیمی را هم نویسنده نمی‌خوانند، عنوان این پژوهندگان: مورخ، فیزیک‌دان، شیمی‌دان است. اما اگر کسی در یکی از رشته‌ها کتابی بنویسد که هنرش در انشای عبارت و بیان مطلب، دل‌نشین و ستودنی باشد، او را گذشته از عنوانی که دارد، نویسنده هم می‌خوانند. پس نویسندگی هنر خوب و زیبا نوشتن است.»

## نویسندگی از نگاه ابن‌خلدون
ابن خلدون، جامعه‌شناس و تاریخ‌نگار تونسی، صنایع را به دو دسته تقسیم می‌کند:
۱. صنایعی که در اجتماع ضروری هستند. ۲. صنایعی که از لحاظ موضوع شریف شمرده می‌شوند.
او نویسندگی و صحافی و استنساخ کتب را جزو صنایع دستهٔ دوم طبقه‌بندی می‌کند و دربارهٔ آن می‌گوید: «این صنعت نیاز انسان را حفظ می‌کند، و آن را از دستبرد فراموشی نگه‌می‌دارد، و اندیشه‌ها و خاطرات درونی انسان را به کسانِ غایبی که از وی دورند می‌رساند، و نتایج اندیشه‌ها و دانش‌ها را در کتب جاویدان می‌سازد [...] و دارندهٔ آن با پادشاهان بزرگ همبزم می‌شود و به محفل خلوت و بزم آنان راه می‌یابد»

## تفاوت نویسنده و نویسندهٔ نهفته و راوی
نویسنده، شخصی واقعی است که متنی خلق می‌کند. نباید نویسنده را با راوی یا نویسندهٔ نهفتهٔ روایت اشتباه گرفت. نویسندهٔ نهفته نه نویسندهٔ واقعی اثر است، نه راوی. نویسندهٔ نهفته تصویری از نویسنده است که در خلال خواندن روایت در ذهن خواننده شکل می‌گیرد. به‌راحتی (و برای ادا کردن حق مطلب) می‌توان نویسندهٔ نهفته را «نویسندهٔ استنباط‌شده» از سوی خواننده نامید.